# Gresten-Land
Gresten-Land – gmina w Austrii, w kraju związkowym Dolna Austria, w powiecie Scheibbs. Według Austriackiego Urzędu Statystycznego liczyła 1544 mieszkańców (1 stycznia 2014).